# Juan José Miñón
Juan José Miñón y Altamirano (Irapuato; 24 de noviembre de 1774 - Ciudad de México; 1847)  fue un destacado Militar Criollo, uno de los veinticuatro generales del Ejército Trigarante de Agustín de Iturbide, logrando tomar la Ciudad de México, sellando la Independencia de México de España el 27 de septiembre de 1821. Nació en Irapuato el 24 de noviembre de 1774. Estuvo al servicio del ejército realista en América del Regimiento de Dragones Príncipe (Caballería), en 1821 se unió al Ejército Trigarante. Fue padre de otro destacado militar español-mexicano, José Vicente Miñón. En 1824 fue envestido con el cargo de Gobernador e Intendente de las Californias, puesto que rechazó. Fue comandante general de Guanajuato, Jalisco y Zacatecas, comandante militar de Xalapa-Enríquez. En 1824, firmó el Plan de Lobato. Fue presidente del Supremo Tribunal de Marina; vocal de las Juntas de Ordenanzas y de la Consultiva; y ministro de la Suprema Corte Marcial. En 1839 formó parte de la fundación de la Comisión Estadística Militar del Instituto Nacional de Geografía y Estadística. Murió en la Ciudad de México en 1847